# Urbain Chevreau
Pour les articles homonymes, voir Chevreau (homonymie).
Urbain Chevreau, écrivain français, né à Loudun le 20 avril 1613, mort le 15 février 1701,.

## Biographie
Il passa presque toute sa vie en voyages, et fit un assez long séjour (1653-1655) à la cour de Suède, où il fut secrétaire des commandements de la reine Christine de Suède.
Urbain Chevreau est né le 20 avril 1613 à Loudun du peintre vitrier Anthoine Chevreau et de Suzanne Rue. Les études qu'il poursuit à Poitiers lui sont profitables puisqu'il gagne la capitale à vingt ans pour y devenir avocat au Parlement. Animé, semble-t-il, par le désir secret de se faire un nom, il se lance dans le théâtre et la littérature et finit par se faire connaître du monde des lettres grâce à « La Lucrèce romaine », « La suite et le mariage du Cid » ou « Coriolan », sans toutefois jamais rivaliser avec Corneille, Racine… Ce qui l'incite peut-être à venir s'installer en 1647 à Loudun, où il continue à écrire : poésie française et latine, romans, traités de morale… En 1652, il quitte de nouveau la terre loudunaise pour rejoindre Stockholm et la cour de Christine de Suède. Il entame alors de nombreux séjours au royaume de Danemark, à Venise, Kassel, Hanovre et Heildelberg, où, à la demande de l'Électeur Palatin, il favorisera la conversion au catholicisme de la princesse electorale en vue de son mariage avec le frère de Louis XIV. La réussite de cette mission lui vaut d'être nommé précepteur du Duc du Maine, fils de Louis XIV, et de Madame de Montespan. En 1685, il décide de quitter définitivement la capitale et de s'installer dans une grande maison loudunaise dont on retrouve encore des traces rue des Mathurins et rue des Capucins. Il y constitue une très importante bibliothèque, devenue propriété des moines de Saint-Jouin-de-Marnes après sa mort, et vit au milieu de 3.000 tulipes qu'il fait venir de Hollande. Il y achève sa formidable « Histoire du monde » en huit volumes, un projet d'une trentaine d'années finalisé en 1686. Il décède en 1701 à l'âge respectable de 88 ans.
On a de lui : 
- Scanderbeg, Paris, 1644 ;
- Le Tableau de la fortune, ou par la décadence des Empires et des Royaumes, par la ruine des Villes, et par diverses advantures merveilleuses, on voit l'instabilité de toutes les choses du monde. Paris,1644.
- Remarques sur les poésies de Malherbe, 1660 ;
- plusieurs pièces de théâtre, parmi lesquelles on remarque la Suite et le Mariage du Cid, tragi-comédie, 1638 ;
- un recueil intitulé Chevraeana ou mélanges d'histoire, de critique, 1697 (1 volume) puis 1700 (2 volumes).